# Linus Wahlqvist
Linus Wahlqvist (Norrköping, 11 november 1996) is een Zweedse profvoetballer die doorgaans als verdediger speelt. Hij stroomde in 2014 door vanuit de jeugd van IFK Norrköping. Wahlqvist debuteerde in 2016 in het Zweeds voetbalelftal.

## Carrière
Wahlqvist kwam in 2009 over van zijn club Eneby BK naar de jeugd van IFK Norrköping. Bij aanvang van het Allsvenskan 2013 seizoen werd hij opgenomen in de hoofdselectie en gedurende het seizoen werd hij van centrale verdediger omgeschoold tot rechtsback, waar hij het volgend jaar veel werd opgesteld. Op 6 april 2014 maakte hij uiteindelijk zijn debuut in de 2-0 overwinning tegen Helsingborgs IF, na ruim een jaar al bij het eerste team te hebben gezeten. Hij was een vaste waarde in het 2015 seizoen en behaalde met zijn club het Zweeds landskampioenschap.

## Clubstatistieken
| Seizoen     | Club           | Competitie  | Competitie | Competitie | Beker | Beker | Internationaal | Internationaal | Totaal | Totaal |
| Seizoen     | Club           | Competitie  | Wed.       | Dlp.       | Wed.  | Dlp.  | Wed.           | Dlp.           | Wed.   | Dlp.   |
| ----------- | -------------- | ----------- | ---------- | ---------- | ----- | ----- | -------------- | -------------- | ------ | ------ |
| 2014/15     | IFK Norrköping | Allsvenskan | 24         | 0          | 5     | 0     | 0              | 0              | 29     | 0      |
| 2015/16     | IFK Norrköping | Allsvenskan | 29         | 3          | 5     | 0     | 0              | 0              | 34     | 3      |
| 2016/17     | IFK Norrköping | Allsvenskan | 28         | 2          | 7     | 1     | 2              | 0              | 37     | 3      |
| 2017/18     | IFK Norrköping | Allsvenskan | 22         | 1          | 0     | 0     | 4              | 0              | 26     | 1      |
| Club totaal | Club totaal    | Club totaal | 103        | 6          | 17    | 1     | 6              | 0              | 126    | 7      |

Bijgewerkt op 21 september 2017